# 馬國器
馬國器（與那原親方良矩，1718年6月29日—1797年10月23日）是琉球國第二尚氏王朝時期著名政治家、歌人。馬國器被視為琉球歷史上著名的儒教實踐家之一，被譽為「君子親方」。同時他也是琉球三十六歌仙之一。
馬國器是馬加美（大里親方良安）的後代，為與那原殿內九世。因家譜的殘缺，關於馬國器的童名和字、號都沒有記載。但根據《中山世譜》依然可以推斷出他的一些事蹟。
1760年，清朝禁止絲貨出洋，使琉球的貿易受到衝擊。1762年，馬國器以耳目官（進貢正使）的身份，與正議大夫梁煌（當間親雲上）一起到達清朝朝貢，並陳述了破例為琉球開放禁令的請求。乾隆帝同意了琉球購買絲絹等物，每年從清朝購買土絲五千斤、二蠶湖絲三千斤。1765年，馬國器前往薩摩藩，報告了進貢船歸國之事。1769年，因毛元翼（池城親方安命）的離任，馬國器成為三司官。1774年，因王世子尚哲在薩摩藩受到優待，尚穆王遣馬國器前往薩摩謝恩。
雖然琉球當時政治體制完備，但尚未擁有賞罰例律的定制，官場上出現了「事同刑異，輕重不均，難以剖決」的現象。因此在1775年，馬國器同兩位同僚馬宣哲（宮平親方良廷）、向邦鼎（湧川親方朝喬），以及攝政尚和（讀谷山王子朝恆），聯名向尚穆王提議編撰賞罰科律。尚穆王立即批准，命令向天迪（伊江親方朝慶）、馬克義（幸地親方良篤）為此事的奉行。馬國器等人博覽群書，於1786年編撰完成了琉球的第一部法律——《琉球科律》。該律共褒獎條例一本、科律十八本，為琉球國的法制建設作出了突出貢獻。
1796年，馬國器辭去了三司官一職，從此淡出政壇，不久逝世。
馬國器不僅是一位傑出的政治家，也是一位琉歌歌人。《沖繩集》中收錄有他署名的《月下擣衣》一首：